# カザルマッジョーレ祭壇画
『カザルマッジョーレ祭壇画』（カザルマッジョーレさいだんが、伊: Pala di Casalmaggiore）は、イタリアのマニエリスム期の巨匠、パルミジャニーノが1540年頃に制作した板上の油彩画である。1746年にエステ家のコレクションから取得され、現在ドレスデンのアルテマイスター絵画館に所蔵されている。
作品は、地名カザルマッジョーレにちなんで名付けられた。パルミジャニーノは、サンタ・マリア・デッラ・ステッカータ教会の修道院長によって規則不遵守のために投獄された後、パルマから逃げ出し、カザルマッジョーレで高熱のため死ぬ前の5か月を過ごした。作品は、町のサント・ステファノ教会（現在のドゥオーモ）のために依頼された。1846年にモルターラは依頼者がマッテオ・カヴァッリであり、カヴァッリが画面左下隅の聖ステファノの脚に顎を置いていることが示されていると記述した。準備習作は、ウィンザー城のロイヤル・コレクション にあり、フィレンツェのウフィツィ美術館の素描版画室にある本作の『聖母子』の素描とともに現存している。
カザルマッジョーレの地域社会が、作品をモデナのエステンセ美術館に移すことを許可する前に、作品は少なくとも1世紀の間サント・ステファノ教会にあった。地域社会は作品を移すことにより、エステ家が教会を大学付属の教会にすることを望んでいた。コレッジョの『カザルマッジョーレの聖母』も同様の理由でモデナに移転することになった。この取引は、フランチェスコ1世・デステがスペインとの戦争中の1647年にカザルマッジョーレを一時的に占領したときになされたが、フェルディナンド・ゴンザーガの仲介者であるパルメリオ・チェレスターニが1602年に訪問したことで、コレクターたちが作品に持つ関心について、カザルマッジョーレの市民は最初に警告されることになった。 1602年2月14日付けの手紙には、チェレスターニが作品を売却する意思のあったサント・ステファノ教会の司祭に会ったと書かれている。理由はわかっていないが、この時には売却はなされなかった。